# Едивалдо Ермоза
Едивалдо Рохас Ермоза (шп. Edivaldo Rojas Hermoza; 17. новембар 1985) боливијски је фудбалер.

## Репрезентација
За репрезентацију Боливије дебитовао је 2011. године. За национални тим одиграо је 11 утакмица и постигао 1 гол.

## Статистика
| Боливија | Боливија | Боливија |
| Год.     | Ута.     | Гол.     |
| -------- | -------- | -------- |
| 2011     | 8        | 1        |
| 2012     | 0        | 0        |
| 2013     | 3        | 0        |
| Укупно   | 11       | 1        |